# Jean Kiszka
Pour les articles homonymes, voir Kiszka.
Janusz Kiszka armoiries Dąbrowa, né 1586 et mort en 1654, est un aristocrate issu de la puissante maison Kiszka, staroste de Pärnu, voïvode de Połock (1621), hetman de Lituanie (1635), grand hetman de Lituanie (1646).